# Rolf Wanka
Rolf Wanka (* 14. Februar 1901 in Wien; † 30. November 1982 in München) war ein österreichischer Schauspieler.

## Leben
Wanka studierte an der Technischen Hochschule in Prag und später an den Universitäten von Innsbruck und Wien Nationalökonomie, Philosophie und Medizin. Er schloss seine Studien 1928 mit dem Dr. rer. pol. ab. Danach leitete er eine Maschinenfabrik.
1931 wirkte er ungenannt in dem Filmklassiker M mit und entschied sich daraufhin für den Schauspielerberuf. Nach Unterricht in Wien bei Aurel Novotny von 1933 bis 1934 trat Wanka ab 1934 in zahlreichen österreichischen, deutschen und tschechischen Filmen auf. 1935 war er Partner von Marta Eggerth in Die ganze Welt dreht sich um Liebe.
Wanka verkörperte zumeist den eleganten Kavalier und äußerlich tadellosen Gentleman. Der mehrsprachige Kosmopolit zeigte eine Vorliebe für den internationalen Film und erhielt 1939 für seine Rolle als Kapitän von Schlieden in der französischen Produktion Die große Entscheidung den Grand prix du cinéma français.
Nach Ausbruch des Zweiten Weltkrieges nahm er zunächst ein Engagement an die Wiener Kammerspiele an und war von 1940 bis 1944 künstlerischer Leiter des Wiener Stadttheaters, während er seine Filmarbeit einschränkte.
Nach dem Krieg trat er zunächst vor allem am Raimundtheater und am Theater in der Josefstadt auf, ab 1950 stand er wieder vor der Kamera. Als vornehmer älterer Herr kam er häufig zum Einsatz, darunter auch mehrmals in spanischen Produktionen. Wanka, der zuletzt in München lebte, gastierte als Charakterdarsteller an deutschen Bühnen und war Mitarbeiter beim Bayerischen Rundfunk.
Wanka war in erster Ehe mit Ilse Vogl verheiratet. Er war in zweiter Ehe mit der Schauspielerin Friedl Czepa verheiratet. Aus einer Liaison mit Helene Amon ging sein Sohn Rudolf Wanka (* 1954) (ORF-Sprecher) hervor, den er, als dieser 4 Jahre alt war, adoptierte. 1954 lernte er seine dritte Frau Brigitta Dahlem, Lili Wanka, kennen. Aus dieser Ehe ging 1961 die Tochter Irina Wanka hervor.
Seine letzte Ruhe fand er in der Urnenwand am Friedhof S´Arraco, Andratx auf Mallorca, Spanien.

## Filmografie
- 1931: M
- 1932: Wehe, wenn er losgelassen
- 1934: Jägerblut (Pozdni maj)
- 1934: Matka Kracmerka
- 1935: Die törichte Jungfrau
- 1935: Polibek ve snehu
- 1935: Knox und die lustigen Vagabunden (Zirkus Saran)
- 1935: Liebe auf Bretteln
- 1935: Die ganze Welt dreht sich um Liebe
- 1935: Buchhalter Schnabel (Ein junger Herr aus Oxford)
- 1936: Srdce v soumraku
- 1936: Arme kleine Inge
- 1936: Ircin romanek
- 1936: Divoch
- 1936: Pater Vojtech
- 1936: Hilde Petersen postlagernd
- 1936: Arme kleine Inge
- 1937: Vydelecne zeny
- 1937: Kein Wort von Liebe (Poslicek lasky)
- 1937: Lizin let de nebe
- 1937: Krok to tmy
- 1938: Rote Rosen – blaue Adria (Divoch)
- 1938: Heiraten – aber wen?
- 1938: Die große Entscheidung (Alerte en Méditerranée)
- 1939: Dein Leben gehört mir
- 1939: Leinen aus Irland
- 1939: Sprung ins Glück
- 1939: Das Recht auf Liebe
- 1940: Meine Tochter tut das nicht
- 1942: Orizzonte di sangue
- 1942: Anuschka
- 1944: Hundstage[2][3]
- 1944/47: Umwege zu Dir
- 1950: Gruß und Kuß aus der Wachau
- 1951: The Magic Face
- 1951: Maria Theresia
- 1952: Wienerinnen
- 1953: Die große Schuld
- 1953: Fiakermilli – Liebling von Wien (Die Fiakermilli)
- 1953: Straßenserenade
- 1953: Franz Schubert – Ein Leben in zwei Sätzen
- 1953: Sterne über Colombo
- 1954: Die Gefangene des Maharadscha
- 1954: Der rote Prinz
- 1954: Der schweigende Engel
- 1954: Das ewige Lied der Liebe
- 1954: Ball der Nationen
- 1955: Die Frau des Hochwaldjägers
- 1956: Miedo
- 1956: Die Ausgestoßenen (Todos somos necesarios)
- 1956: Gefangene der Hölle (Embajadores en el infierno)
- 1956: La mestiza
- 1956: Viaje de novios
- 1956: Drei Birken auf der Heide
- 1957: Das nackte Leben (El batallon de las sombras)
- 1957: Horas de panico
- 1958: Der Priester und das Mädchen
- 1958: Der lachende Vagabund
- 1959: Unser Wunderland bei Nacht
- 1959: Die schöne Lügnerin
- 1959: Du gehörst mir
- 1959: Der Besuch der alten Dame
- 1959: Der lustige Krieg des Hauptmann Pedro
- 1960: Bezaubernde Julia (Fernsehen)
- 1960: Das Kamel geht durch das Nadelöhr
- 1960: x25 javlja
- 1961: Die Nashörner (Fernsehen)
- 1961: Aimée (Fernsehen)
- 1961: Drei Mann in einem Boot
- 1961: Der Schwierige (Fernsehen)
- 1962: Stahlnetz: In jeder Stadt … (Fernsehserie)
- 1962: Auf Wiedersehn am blauen Meer
- 1963: Kapitän Sindbad (Captain Sindbad)
- 1963: Die sanfte Tour (Fernsehserie, 3 Folgen)
- 1963: Interpol (Fernsehserie) – Folge 3: Herz ist Trumpf
- 1963: Der Schusternazi (Fernsehen)
- 1963: Der Chef wünscht keine Zeugen
- 1964: Mein oder Dein (Fernsehen)
- 1967: Flucht über die Ostsee (Fernsehen)
- 1967: Von Null Uhr Eins bis Mitternacht – Der abenteuerliche Urlaub des Mark Lissen (Fernsehserie, eine Folge)
- 1968: Das Kriminalmuseum (Fernsehserie, eine Folge)
- 1968: Sünde mit Rabatt
- 1969: Salto Mortale (Fernsehserie): Prag
- 1970: Wer weint denn schon im Freudenhaus?
- 1971: Paragraph 218 – Wir haben abgetrieben, Herr Staatsanwalt
- 1971: Blaue Blüten (Fernsehen)
- 1971: Wenn mein Schätzchen auf die Pauke haut
- 1971: Josefine Mutzenbacher II – Meine 365 Liebhaber
- 1973: Okay S.I.R.: Hostessen mit kleinen Fehlern
- 1974: Tatort: 3:0 für Veigl (Fernsehreihe)
- 1975: Der Kommissar (Fernsehserie, eine Folge)
- 1978: Tatort: Rechnung mit einer Unbekannten (Fernsehreihe)